# Мэнеску, Маня
Ма́ня Мэне́ску (рум. Manea Mănescu; 9 августа 1916 года, Брэила, Румыния — 27 февраля 2009 года, Бухарест, Румыния) — румынский государственный деятель, премьер-министр Румынии в 1974—1979. Член Политисполкома ЦК РКП, один из ведущих хозяйственных руководителей СРР, принадлежал к ближайшему окружению Николае Чаушеску. После Румынской революции приговорён к пожизненному заключению, но через несколько лет освобождён по состоянию здоровья.

## При королевском режиме. Примыкание к компартии
Родился в семье рабочего-металлиста. Его отец Константин Мэнеску придерживался коммунистических взглядов и активно участвовал в рабочем движении, хотя не состоял в компартии. Идеологией коммунизма Маня Мэнеску проникся под влиянием отца и старших братьев. В 1935 Маня Мэнеску окончил коммерческое училище в Плоешти, в 1940 — Экономическую академию в Бухаресте.
С 1932 состоял в румынском комсомоле, участвовал в молодёжных протестах, столкновениях с легионерами, выступал свидетелем защиты на судебных процессах над коммунистами. С 1938 Мэнеску негласно принадлежал к Румынской коммунистической партии (принадлежность к РКП не афишировалась, потому что огласка затруднила бы легальную прокоммунистическую деятельность). Пытался создавать ячейки РКП, распоряжался значительными суммами из партийной кассы. Организовывал марксистские студенческие кружки, проводил семинары и чтения. При этом занимал чиновные посты в министерствах здравоохранения и экономики, одно время работал в системе образования.
В декабре 1943 Маня Мэнеску был арестован Сигуранцей по подозрению в причастности к коммунистическому подполью, но уже через четыре месяца освобождён за недостатком улик. Этот эпизод, однако, подорвал партийное доверие к Мэнеску. Возникли подозрения о связях Мэнеску с легионерами и националистами. Ему пришлось дистанцироваться от РКП. В августе 1944 — после антифашистского переворота и свержения режима Йон Антонеску — Мэнеску открыто подал заявление в партию, но принят не был. Несколько лет ему пришлось работать учителем, не претендуя на значимые посты. Однако впоследствии в официальных биографиях Мэнеску говорилось, что в партию он вступил в день антифашистского восстания — 23 августа 1944 года.

## При Георгиу-Деже. Хозяйственный руководитель
С довоенных времён члены семейства Мэнеску были близко знакомы с видными руководителями РКП, включая Георге Георгиу-Дежа и Николае Чаушеску. Это способствовало восстановлению позиций в партийно-административном аппарате. В 1947, после аудиенции у Георгиу-Дежа, Маня Мэнеску был наконец принят в партию. До 1949 — партийный функционер в Плоешти, затем переведён в Бухарест, в аппарат ЦК Румынской рабочей партии (тогдашнее название РКП). Продвигался в аппарате по экономической линии.
Первоначально Мэнеску исполнял функции лектора-экономиста в системе партийной учёбы. В 1950—1951 — заместитель председателя Госплана РНР, после чего до 1954 — начальник ЦСУ. Пользовался особым покровительством председателя Госплана Мирона Константинеску, секретаря ЦК по идеологии Иосифа Кишиневского и руководителя пропагандистского аппарата Леонте Рэуту. Эти деятели отличались жёсткостью в проведении сталинистского курса. Со своей стороны, Мэнеску в полной мере поддерживал линию Константинеску на «ужесточение классовой борьбы в хозяйстве», отличался «искренней ненавистью и партизанской непримиримостью к буржуазии и помещикам».
3 октября 1955 Маня Мэнеску был назначен министром финансов РНР. Занимал этот пост до отстранения 19 марта 1957. Сбой в карьере Мэнеску произошёл из-за конфликта в высшем партийном руководстве: под влиянием XX съезда КПСС и при явной поддержке Никиты Хрущёва Константинеску и Кишиневский выступили с критикой Георгиу-Дежа. Потерпев политическое поражение, оба утратили позиции. Побочным результатом стало служебное перемещение Мэнеску (хотя он постарался дистанцироваться от столкновения, не заняв практически никакой позиции).
В 1957—1960 Маня Мэнеску был заместителем председателя экономической комиссии ЦК РРП. Членом ЦК он стал в 1960. Тогда же, вместе с двумя другими авторами, Мэнеску издал книгу об истории румынского рабочего движения, содержавшую безудержные восхваления Георгиу-Дежа. До 1965 заведовал отделом образования и здравоохранения ЦК.

## При Чаушеску. В высшем руководстве
Резкий карьерный подъём Мани Мэнеску начался с 1965, когда Николае Чаушеску сменил Георге Георгиу-Дежа на посту генерального секретаря ЦК РКП (партия приняла прежнее название). Почти сразу он получил должность секретаря ЦК по экономике. В декабре 1968 Мэнеску был кооптирован в высший орган партийно-государственной власти — Политисполком ЦК РКП.
В 1967—1972 годах — председатель Экономического совета СРР, одновременно с 1969 по 1972 — заместитель председателя Государственного совета СРР. В 1972—1974 — вице-премьер и председатель Госплана. 29 марта 1974 Маня Мэнеску сменил Иона Георге Маурера на посту премьер-министра СРР.
Столь впечатляющее продвижение объяснялось особыми отношениями Мэнеску с Чаушеску. Генеральный секретарь рассматривал кадры, подобные Мэнеску, как свою опору и противовес «уходящему поколению Георгиу-Дежа». Мэнеску, со своей стороны, целиком и полностью сориентировался на нового вождя. Он снова издал брошюру восхвалений — на этот раз Чаушеску, в которой сумел превзойти свои прежние панегирики предыдущему лидеру. В формировании культа личности Чаушеску Мэнеску играл особую роль — именно он старался брать на себя официальные публичные выступления во славу «гения Карпат».
Политический же курс Мани Мэнеску как члена партийного руководства и главы правительства мало отличался от линии, которую он проводил во времена Георгиу-Дежа под руководством Константинеску и Кишиневского. В первые годы правления Чаушеску проявлял интерес к экспериментам в духе югославского самоуправления, и Мэнеску как председателю Экономического совета отводилась в этом существенная роль. Однако генсек быстро оставил эти замыслы. Под его руководством Мэнеску выступал неуклонным сторонником командно-административной системы, централизма и директивного планирования. Категорически отвергал даже самые осторожные и ограниченные проекты реформ. Всемерно поддерживал Чаушеску в жёсткой социальной и демографической политике. На период премьерства Мэнеску пришлась забастовка шахтёров в долине Жиу (1977) и её подавление властями.
Во главе правительства Мэнеску не претендовал даже на минимальную степень самостоятельности. Результатом стало снижение значимости данной государственной функции, превратившейся в сугубо исполнительскую. Этим воспользовались номенклатурные конкуренты Мэнеску, прежде всего заместитель Илие Вердец. Итогом должностной интриги стала отставка Мэнеску 29 марта 1979 — формально по состоянию здоровья. Он был также выведен из Политисполкома и ЦК РКП.
Три года спустя Чаушеску отстранил Вердеца, который раздражал генсека чрезмерными претензиями на самостоятельность. Премьером был назначен Константин Дэскэлеску. Одновременно в активную политику вернулся Маня Мэнеску — вновь кооптированный в состав ЦК, а с 1984 — в Политисполком ЦК.
Последние пять лет коммунистического режима в Румынии Маня Мэнеску являлся одним из высших руководителей страны. Наряду с Еленой Чаушеску, Ионом Динкэ, Тудором Постелнику, Эмилем Бобу, Эмилем Макри, он принадлежал к ближайшему окружению диктатора. Считался партийным куратором промышленной политики, прежде всего нефтяного кластера. Мэнеску вернулся и к прежней функции «флагмана культа». Превозносить Чаушеску он пытался даже на встрече с Рональдом Рейганом — чем вызвал сильное раздражение американского президента, посчитавшего такой разговор бессмысленной потерей времени.
При этом Мэнеску обладал репутацией «властного интеллектуала». Отмечались и такие стилистические особенности, как интеллигентный имидж, элегантный вид, «джентльменские» манеры — за которыми легко угадывалось амбициозное высокомерие.
С 1974 Маня Мэнеску был действительным членом Румынской академии. Имел научные труды в области статистики, экономической кибернетики, электронно-вычислительной техники (при этом существуют предположения, что научные сочинения Мэнеску в значительной степени являли собой плагиат). Был награждён орденом «23 августа», орденом Звезды РНР, орденом Тудора Владимиреску. Имел звание Героя социалистического труда СРР.
в 1989 Маня Мэнеску руководил политической кампанией под лозунгом «Изберём Чаушеску вновь на XIV съезде!» Его выступление на XIV съезде РКП в конце ноября было предельно комплиментарным в адрес генсека, изобиловало красочными прославлениями — на фоне уже поднявшейся волны восточноевропейских революций.

## Революция. Бегство и плен
16 декабря 1989 в Тимишоаре началась Румынская революция. Произошли столкновения протестующих с Секуритате, погибли десятки людей. На следующий день состоялось заседание Политисполкома ЦК РКП под председательством Чаушеску. Было решено силой подавить выступления, при необходимости применяя оружие. Маня Мэнеску, как все участники заседания, поддержал это решение. Он особо изъявил готовность выполнить любой приказ президента, даже с риском для собственной жизни.
21 декабря 1989 движение охватило столицу Румынии. Чаушеску успел провести последнее совещание, на котором требовал немедленно подавить «беспорядки». 22 декабря 1989 Николае и Елена Чаушеску вынуждены были бежать из здания ЦК, осаждённого революционерами. Супруги Чаушеску, Мэнеску, Эмиль Бобу и два офицера Секуритате покинули Бухарест на вертолёте. Присутствие Мэнеску и Бобу символически подтвердило их имидж «самых преданных чаушистов». Уже на крыше, забираясь в вертолёт, 73-летний Мэнеску целовал руку Чаушеску и склонял перед ним голову, принимая позу служения.
В тот же день Мэнеску и Бобу отделились от Чаушеску и попытались скрыться на автомобиле. В Гэешти они были схвачены революционной толпой, переданы в руки военных и доставлены на военную базу Девеселу, где арестованы новыми властями. Это производило впечатление удачи, так как избавляло от линчевания.

## Суд. Приговор и заключение
В январе 1990 начался Процесс Политисполкома — суд над членами высшего руководства РКП. Производство в отношении Мэнеску велось в рамках дела главных подсудимых — «группы 4». Мэнеску, Бобу, Динкэ и Постелнику обвинялись в геноциде. Им инкриминировалось соучастие в решении Чаушеску применить оружие против декабрьских революционных демонстраций и попытки силового подавления протестов.
Наряду с другими подсудимыми, Мэнеску признал себя виновным в поддержке преступных приказов Чаушеску, но отрицал, что являлся автором этих приказов. В отличие от Иона Динкэ, державшегося на процессе с достоинством, Маня Мэнеску выступал с извинениями и унизительной самокритикой. Он выражал полную поддержку новому режиму — «созданному благородным движением рабочих, инженеров и техников» (по смыслу сказанного, это относилось и к расстрелу Чаушеску). Своё согласие с решением Чаушеску давить протесты оружием Мэнеску объяснил страхом за себя и семью. Военный судья Корнел Бэдойю впоследствии рассказывал, что Мэнеску вёл себя на процессе крайне униженно, уступая в этом только Постелнику.
2 февраля 1990 Маня Мэнеску был приговорён к пожизненному заключению по обвинению в геноциде. Вскоре обвинение было переквалифицировано на убийства при отягчающих обстоятельствах и срок сокращён до 10 лет. Однако реально Мэнеску находился в заключении немногим более 2 лет.
Многие румыны полагают приговоры по делу Политисполкома, в том числе в отношении Мэнеску, «дважды несправедливыми». Первая причина — несоблюдение правовых процедур, унаследованное органами прокуратуры и суда от коммунистического режима. Вторая выражалась следующей позицией: «Их обвинили в том, что они не возражали Чаушеску на одном заседании. Но с них не спросили за долгие десятилетия, которые они правили страной».

## На пенсии. Ностальгия по чаушизму
12 февраля 1992 Маня Мэнеску был освобождён по состоянию здоровья (он действительно был подвержен ряду хронических заболеваний). Проживал в Бухаресте на пенсии.
Мэнеску не отказывался от публичных выступлений. Он вновь превозносил режим Чаушеску, выражал по нему ностальгию, всячески оправдывал его политику и собственную деятельность. Однако в организационном плане был близок не столько с партиями, наследовавашими РКП, сколько с национал-шовинистической партией Великая Румыния Корнелиу Вадима Тудора.
Умер Маня Мэнеску 27 февраля 2009 года, в возрасте 92 лет.

## Семья. Братья Ленин и Раковский
Маня Мэнеску был женат на враче-педиатре Марии Мэнеску (урождённая Мунтяну). Благодаря этому браку, селение Пунджешти — малая родина Мунтяну — получила статус коммуны в жудеце Васлуй.
Один из братьев Мани Мэнеску носил имя Ленин (в честь В. И. Ленина). Ленин Мэнеску тоже состоял в компартии, и при этом занимался карманными кражами. Был исключён из РКП после кратковременного пребывания в немецком плену. Возник комичный казус, характеризуемый как «чисто румынский»: «Ленин исключён из коммунистической партии».
Другой брат Мэнеску носил имя Раковский (в честь Х. Г. Раковского, на момент его рождения видного большевика). В молодости Раковский Мэнеску сидел в тюрьме вместе с Георге Георгиу-Дежем и Николае Чаушеску. В СРР он служил в Секуритате, имел звание полковника госбезопасности. В начале партийной карьеры покровительство влиятельного брата Раковского имело важное значение для Мани Мэнеску.